# Alcimoennis

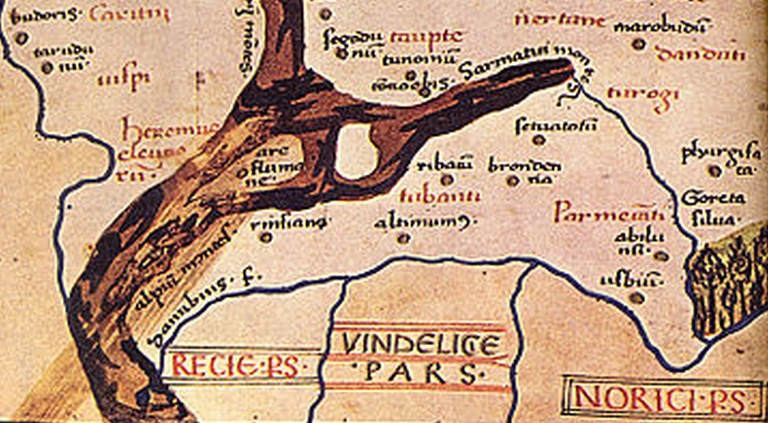
Donnus Nicolaus Germanus (1420–1490): Alkimoennis nördlich von Augsburg

Alcimoennis, auch Alkimoennis (altgriechisch Άλκιμοεννίς, Άλκιμοννίς, Έλκιμοεννίς; lateinisch: Helcimoennis), ist ein Ortsname, der von Ptolemaios in seinem um das Jahr 150 erstellten Werk Geographia als einer der in der südlichen Germania magna nördlich der oberen Donau liegenden Orte (πόλεις) mit 32° 30' Länge und 47° 30' Breite angegeben wird. Der Siedlungsname wird in der Forschung traditionell mit dem mittelalterlichen Flussnamen der Altmühl in Zusammenhang gebracht. Bisher konnte der antike Ort trotz einiger Versuche nicht eindeutig lokalisiert werden.

## Antike Quellen
Der Siedlungsname kommt allein bei Ptolemaios vor, in einer Liste von 94 Orten in der Germania magna. Die Aufstellung wurde vermutlich aus römischen Itineraren abgeleitet und in ein konstruiertes Netz von Längen- und Breitengraden übertragen.

## Etymologie

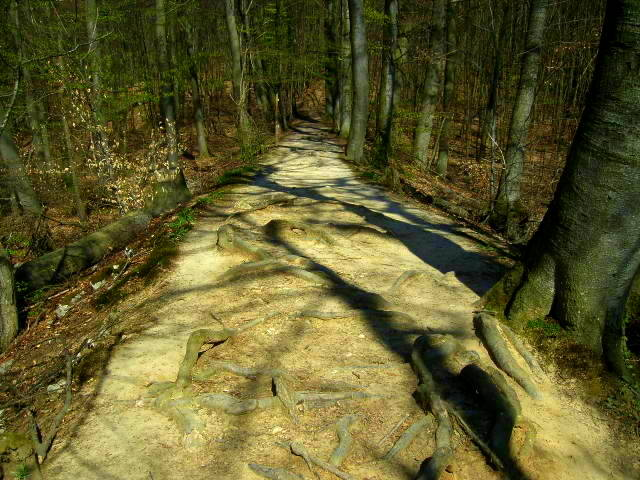
Kelheimer Michelsberg: eine der Umwallungen der großen Keltensiedlung

Der Siedlungsname Alcimoennis wird in der Forschung traditionell mit dem Flussnamen der Altmühl in Zusammenhang gebracht, die im Mittelalter Alcmona, Alcmuna und ähnlich genannt wurde. Zugleich wird eine alteuropäische Herkunft des Namens vermutet. Bereits Johann Kaspar Zeuß und danach Carolus Müller und Theodor Steche nahmen einen Zusammenhang zwischen dem Ortsnamen Alcimoennis und dem Flussnamen der Altmühl an, der allerdings erst seit dem Jahr 793 als Alcmona belegt ist. Die Lokalisierung durch das Team um Kleineberg hingegen rückt die Bedeutung von -moennis in die Nähe von mansio, der lateinischen Bezeichnung für eine römische Straßenstation, sowie ´alki-,´alci- oder helci- in die Nähe von calco (Pl. calchi), einem Derivat des lateinischen calcare für Kalkstein. Vielleicht ist der Ortsname Alcimoennis aber auch vom lateinischen Wort moenia („Mauern, Befestigung“) abgeleitet. Möglich ist zum anderen ein Zusammenhang mit dem in Gewässernamen auftretenden Suffix -mana, -mannia, -menni(a), -minni.

## Lokalisierungen

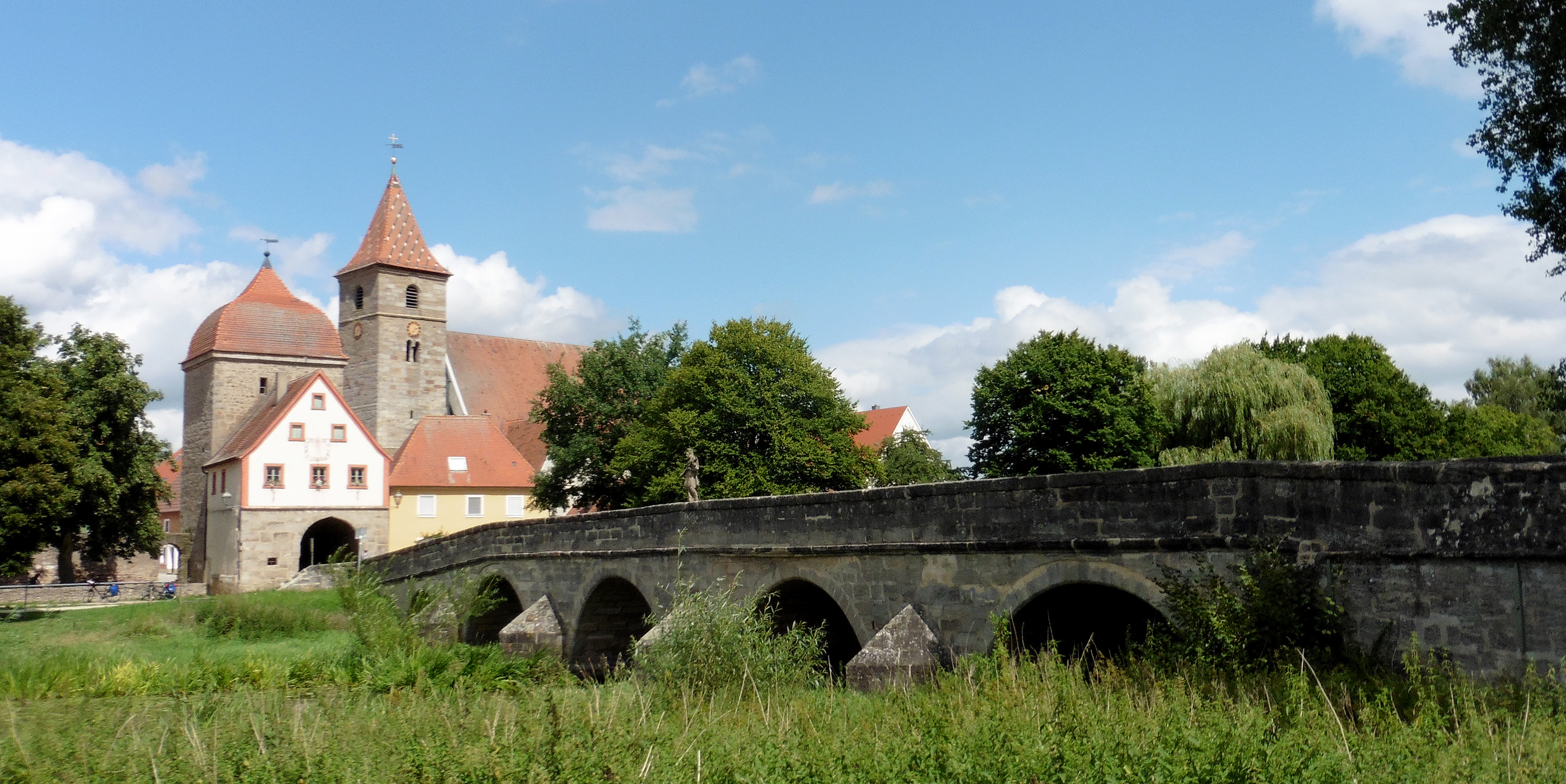
Ornbau an der Altmühl

Alcimoennis wird von der Forschung wegen der angenommenen Verbindung zur Altmühl in der Regel mit dem Vindeliker-Oppidum Michelsberg (48°55′ N, 11°51′ O) bei Kelheim, identifiziert.
Überprüfen lässt sich die Bedeutung von Ptolemaios’ Eintrag anhand der drei Vergleichsorte Bregenz, Augsburg und Passau:
| Ptolemaios           | Ptolemaios | Ptolemaios | Heute real | Heute real | Heute real |
| -------------------- | ---------- | ---------- | ---------- | ---------- | ---------- |
| Brigantium           | 46° 00' N  | 30° 00' O  | Bregenz    | 47° 30′ N  | 9° 45′ O   |
| Augusta Vindelicorum | 46° 20' N  | 32° 30' O  | Augsburg   | 48° 22′ N  | 10° 54′ O  |
| Alkimoennis          | 47° 30' N  | 32° 30' O  | Kelheim    | 48° 55′ N  | 11° 52′ O  |
| Aenus influit        | 47° 20' N  | 34° 00' O  | Passau     | 48° 34′ N  | 13° 27′ O  |

Bezogen sowohl auf Brigantium (Bregenz) als auch auf die Innmündung sind Ptolemaios’ Lagebeziehungen für Alcimoennis leidlich zutreffend, was dessen Identifikation mit den keltischen Großsiedlung auf dem Kelheimer Michelsberg unterstützt. Falsch, nämlich deutlich zu weit südöstlich, liegt zu beiden Bezugsorten Augusta Vindelicorum, das heutige Augsburg. Exakt nördlich von Augsburg erreicht der Lauf der Altmühl aber schon einmal die gleiche geografische Breite wie in Kelheim, nämlich bei Pappenheim  (48° 56′ N, 10° 58′ O), Dietfurt und Treuchtlingen (48° 57' N, 10° 54' O), wo die Altmühl von einer Römerstraße gekreuzt wurde.
|                       | Alkimoennis          | Alkimoennis          | Kehlheim real        | Kehlheim real   |
| --------------------- | -------------------- | -------------------- | -------------------- | --------------- |
| zu Brigantium/Bregenz | 1° 30' nördlich      | 2° 30' östlich       | real 1° 25' nördlich | 2° 07' östlich  |
| zur Innmündung/Passau | 0° 10' nördlich      | 1° 30’ westlich,     | real 0° 21' nördlich | 1° 35' westlich |
|                       | Augusta Vindelicorum | Augusta Vindelicorum | Augsburg real        | Augsburg real   |
| zu Brigantium/Bregenz | 0° 20' nördlich      | 2° 30' östlich       | 0° 52' nördlich      | 1° 09' östlich  |
| zur Innmündung/Passau | 1° 00' südlich       | 1° 30' westlich      | 0° 12' südlich       | 2° 33’ westlich |
| zu Alkimoennis        | 1° 10' südlich       | ± 0°                 | 0° 33' südlich       | 0° 58' westlich |
| zu Treuchtlingen      |                      |                      | 0° 35' südlich       | ± 0°            |

Ein interdisziplinäres Forscherteam um Andreas Kleineberg hat versucht, Ptolemaios’ Koordinaten ungeachtet des dortigen Nebeneinanders zu großer und zu geringer Entfernungen durch einen Algorithmus in heutige Geodaten umzurechnen. Als Ergebnis (▼48.550079,10.300026) meinten sie, Alkimoennis im heutigen Sontheim an der Brenz in Baden-Württemberg gefunden zu haben. Dort wurde bereits um das Jahr 100 an der römischen Fernstraße, die die Provinzhauptstädte Augusta Vindelicum (Augsburg) und Mogontiacum (Mainz) verband, eine römische Straßenstation angelegt, deren Siedlung in der Folge mehrfach erweitert wurde. Im 2. Jahrhundert n. Chr. war Sontheim ein Straßenknotenpunkt mit einer ausgedehnten Raststation an der Kreuzung der Straße von Guntia (Günzburg) nach Aquileia (Heidenheim an der Brenz) und der Donaunordstraße von Ad Lunam (Kastell Urspring) nach Castra Regina (Regensburg). Bereits in der Mitte des ersten Jahrhunderts begann in der Nähe der Abbau von Kalkstein. Heinrich Haas vermutete es 1853 im heutigen Ornbau an der Altmühl ohne jedoch irgendwelche Belege für seine Theorie zu liefern.